# Рачед
Рачед (енгл. Ratched) америчка је телевизијска серија. Темељи се на роману Лет изнад кукавичјег гнезда Кена Кизија. Приказана је 18. септембра 2020. године на платформи Netflix. Серију је створио Еван Романски, а главну улогу тумачи Сара Полсон као медицинска сестра Милдред Рачед. У фебруару 2024. серија је отказана након једне сезоне.

## Радња
Рачед је описана као „прича о пореклу, која почиње 1947. године, а која ће пратити Рачедин пут и еволуцију од медицинске сестре до пуноправног чудовишта. Серија ће пратити њено убиствено напредовање кроз систем менталног здравља.”

## Улоге
| Улога                  | Глумац                   |
| ---------------------- | ------------------------ |
| Сестра Милдред Рачед   | Сара Полсон              |
| Едмунд Толесон         | Фин Витрок               |
| Гвендолин „Гвен“ Бригс | Синтија Никсон           |
| Сестра Бетси Бакет     | Џуди Дејвис              |
| Др Ричард Хановер      | Џон Џон Брионс           |
| Хак Финиган            | Чарли Карвер             |
| Ленор Озгуд            | Шерон Стоун              |
| Луиз                   | Аманда Пламер            |
| Сестра Доли            | Алис Енглерт             |
| Гувернер Џорџ Вилбурн  | Винсент Д'Онофрио        |
| Харолд                 | Џермејн Вилијамс         |
| Хенри Озгуд            | Брендон Флин             |
| Алберт Алтон           | Алфред Рубин Томпсон     |
| Чарлс Вејнрајт         | Кори Стол                |
| Шарлот Велс            | Софи Оконедо             |
| Лили Картрајт          | Ени Штарке               |
| Тревор Бригс           | Мајкл Бенџамин Вашингтон |
| Питер                  | Тео Брионес              |
| Ингрид                 | Харијет Сансом Харис     |

## Списак епизода
| Број | Оригинални наслов | Српски превод                | Редитељ         |
| ---- | ----------------- | ---------------------------- | --------------- |
|      |                   |                              |                 |
| 1.   |                   | „Пилот“                      | Рајан Мерфи     |
|      |                   |                              |                 |
| 2.   |                   | „Ломилица за лед“            | Рајан Мерфи     |
|      |                   |                              |                 |
| 3.   |                   | „Милосрдни анђео“            | Нелсон Краг     |
|      |                   |                              |                 |
| 4.   |                   | „Милосрдни анђео: Други део“ | Мајкл Упендал   |
|      |                   |                              |                 |
| 5.   |                   | „Плес“                       | Мајкл Упендал   |
|      |                   |                              |                 |
| 6.   |                   | „Пуштена са конца“           | Џесика Ју       |
|      |                   |                              |                 |
| 7.   |                   | „Бакетин списак“             | Џенифер Линч    |
|      |                   |                              |                 |
| 8.   |                   | „Милдред и Едмунд“           | Данијел Минахан |
|      |                   |                              |                 |